# Monti Ellsworth
I monti Ellsworth sono la più alta catena montuosa dell'Antartide. Situata sul margine occidentale della piattaforma glaciale Filchner-Ronne, sulla costa di Zumberge, nella Terra di Ellsworth, questa catena raggiunge una larghezza di 48 km ed è lunga circa 360 km in una configurazione nord-sud.
La catena è tagliata a metà dal ghiacciaio Minnesota a formare, a nord, la catena della Sentinella, così chiamata per rimarcare la sua posizione prominente rispetto al circostante paesaggio piatto, e, a sud, la dorsale Patrimonio (in inglese: Heritage Range), così chiamata poiché i toponimi dati alle formazioni al suo interno sono stati tutti tratti dal patrimonio culturale statunitense. Delle due dorsali, la più alta e la più spettacolare è certamente la prima, anche solo per la presenza in essa del monte Vinson, la cui vetta, con i suoi 4892 m di altezza, costituisce il punto più elevato dell'intero continente antartico.

## Scoperta
I monti Ellsworth sono stati scoperti il 23 novembre 1935 da Lincoln Ellsworth nel corso di un volo trans-antartico dall'isola Dundee alla barriera di Ross. Durante la ricognizione egli diede alla catena il nome "dorsale Sentinella".
La catena è stata mappata nel dettaglio dallo U.S. Geological Survey grazie a ricognizioni terrestri dello stesso USGS e a fotografie aeree scattate dalla marina militare statunitense (USN) nel periodo 1958-1966. Quando divenne evidente che la formazione scoperta da Ellsworth era costituita da due dorsali montuose distinte, il Comitato consultivo dei nomi antartici decise di mantenere il nome originale solo per la dorsale settentrionale ribattezzando la dorsale meridionale e raccomandando l'applicazione del nome dello scopritore per l'insieme dei due gruppi montuosi.

## Clima
La temperatura media nei monti Ellsworth si aggira attorno ai -30 °C (-20 °F). Il miglior periodo per una spedizione sulla catena montuosa va da novembre a gennaio inoltrato, quindi il periodo di mezza estate dell'emisfero australe.

## Mappe
Di seguito una serie di mappe in scala 1:250 000 realizzate dallo USGS:

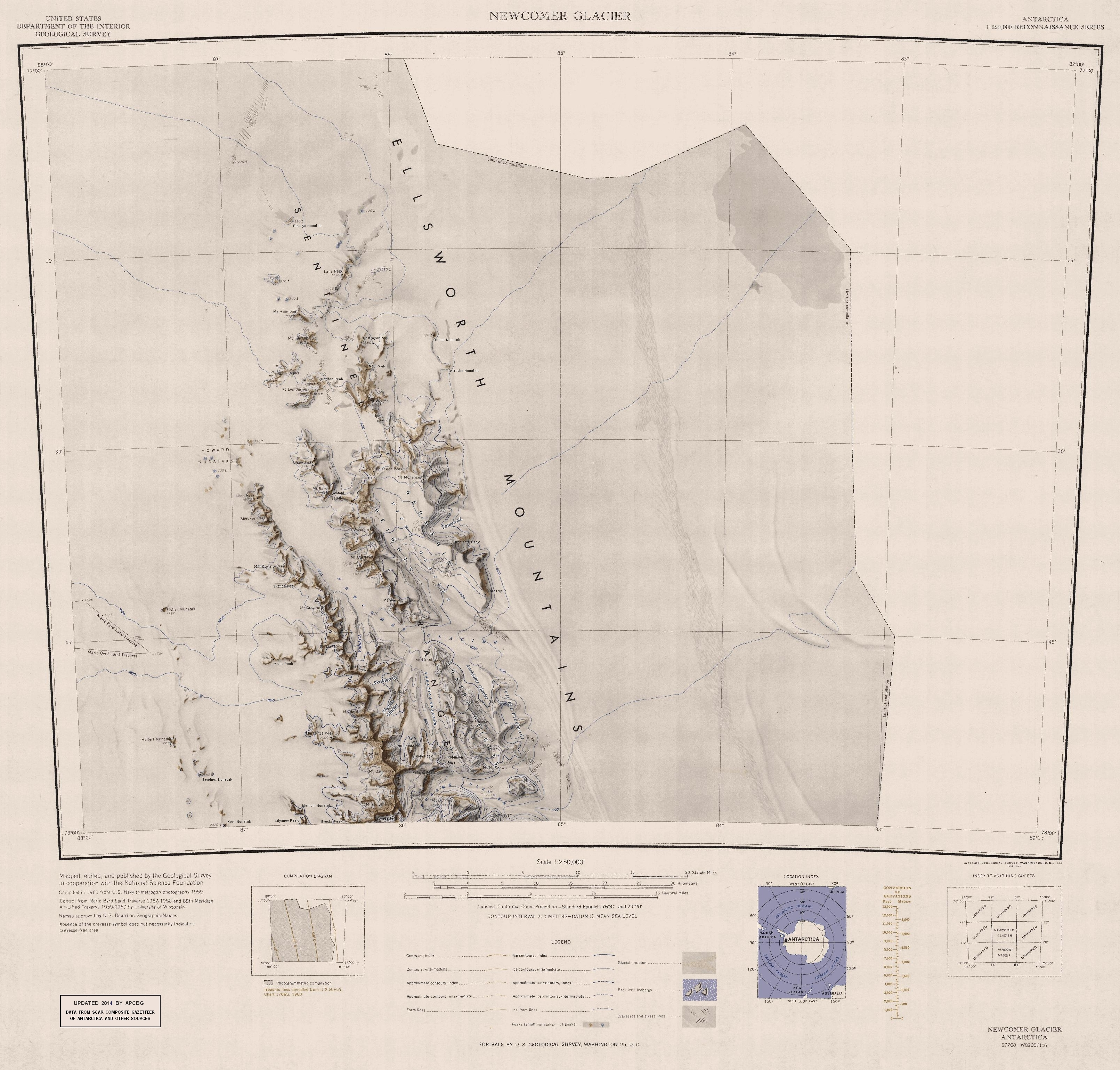
La parte settentrionale della dorsale Sentinella.
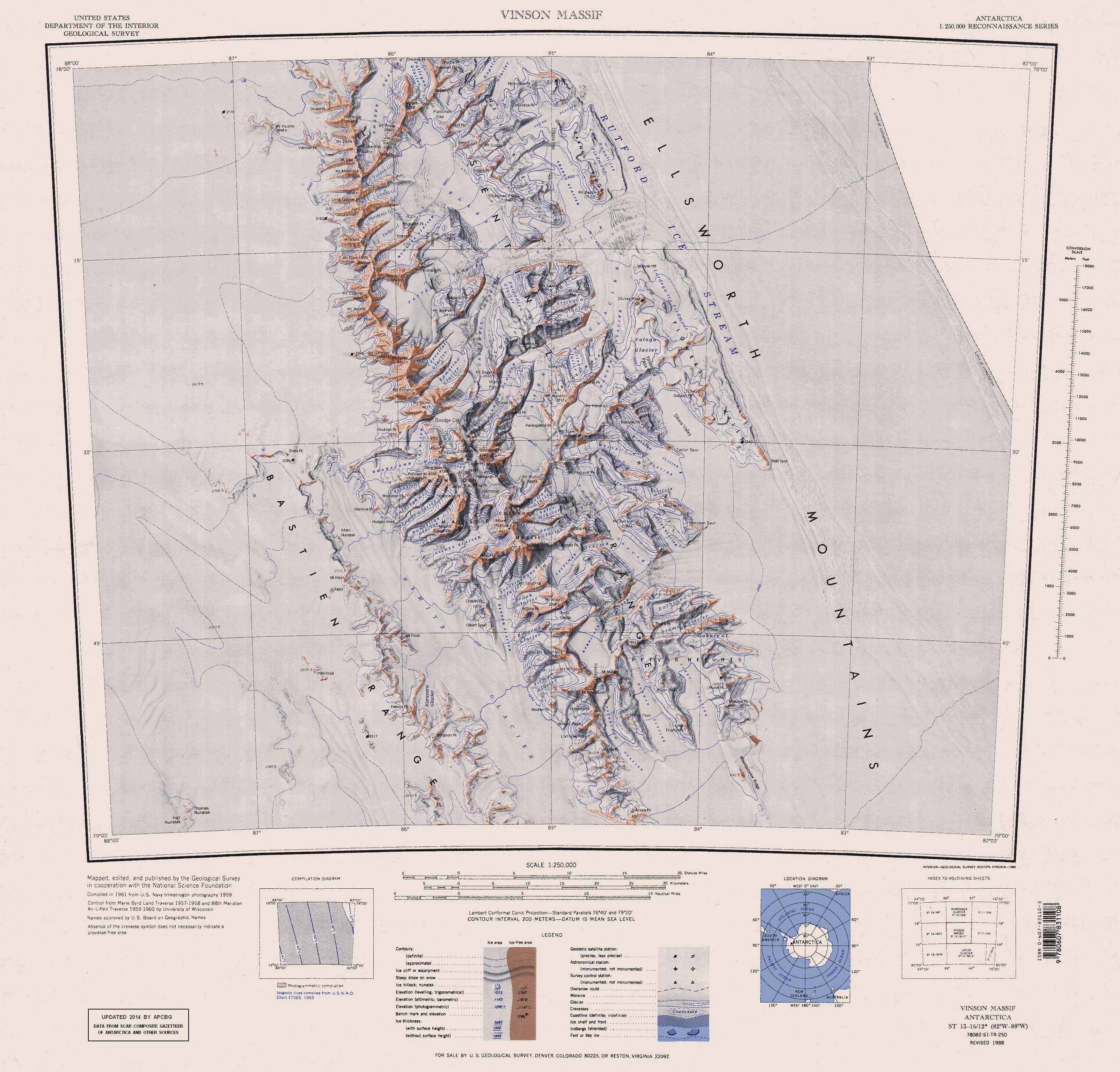
Le parti centrale e meridionale della dorsale Sentinella.
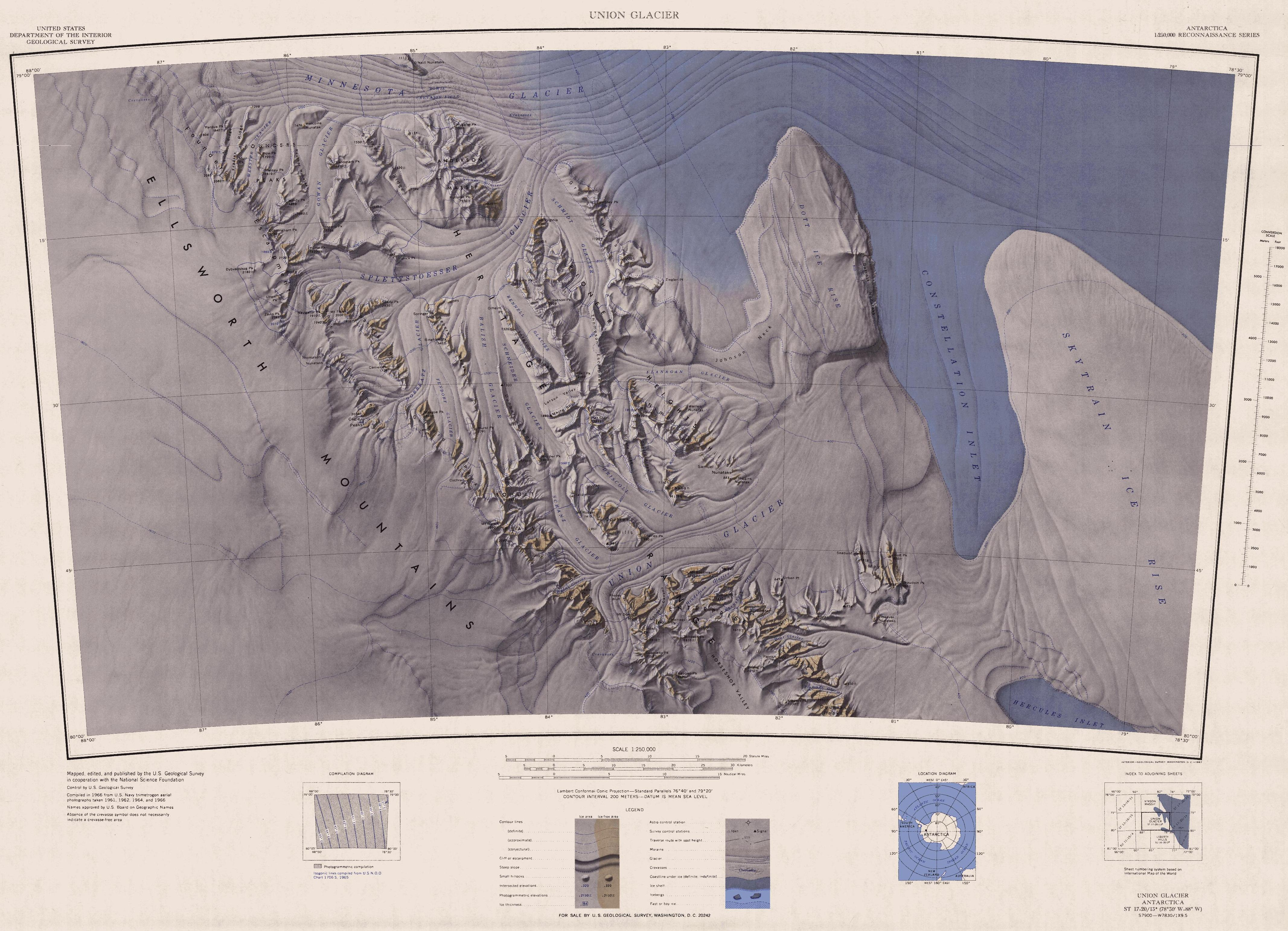
La parte settentrionale della dorsale Patrimonio.
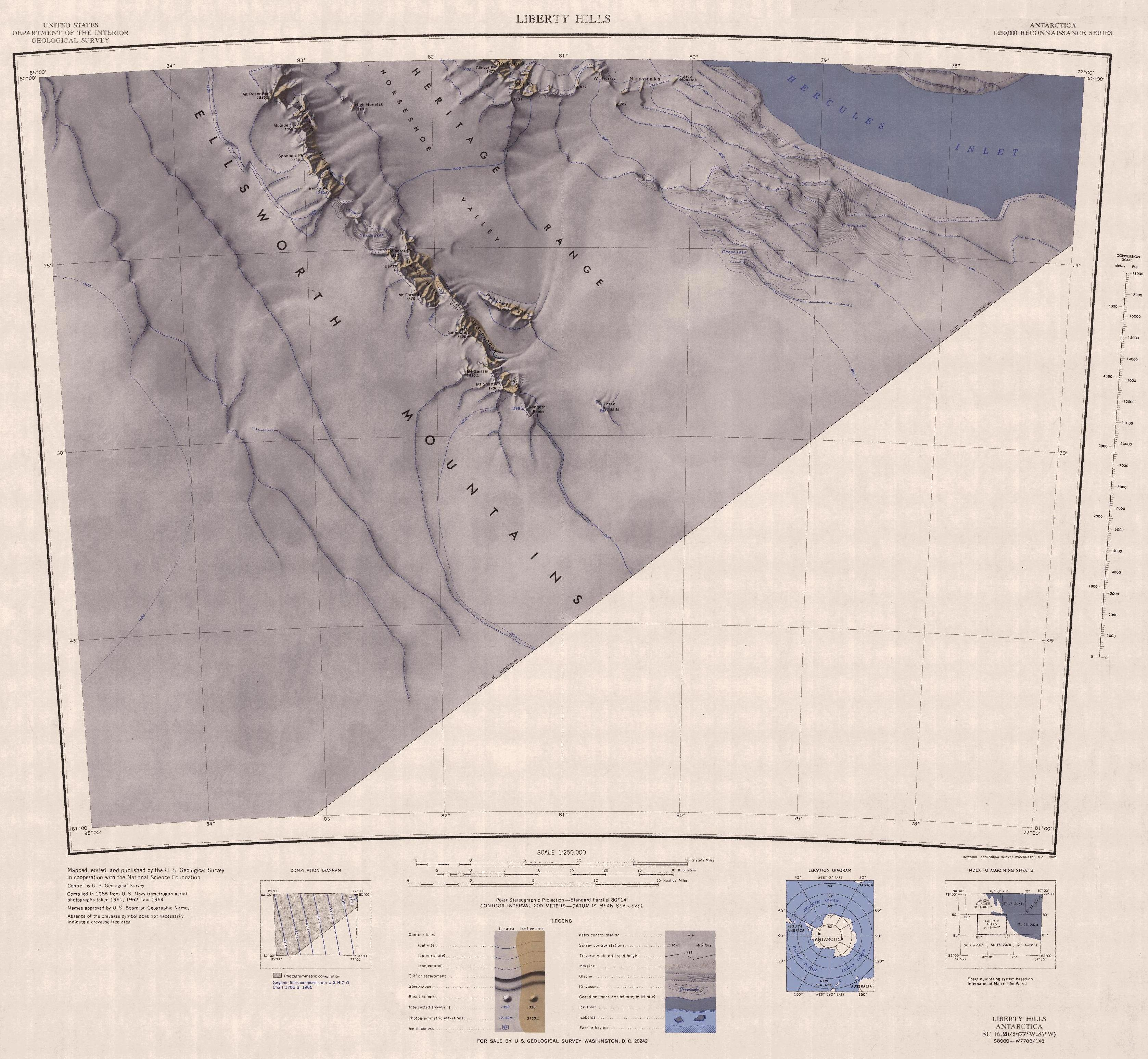
La parte meridionale della dorsale Patrimonio.